# روآسیان بری
شهر روآسیان بری (به فرانسوی: Roissy-en-Brie) در شهرستان سنه مرن در ناحیه ایل-دو-فرانس با جمعیت ۲۱٬۲۳۰ نفر در کشور فرانسه واقع شده‌است